# ヘンリー・ムーア
ヘンリー・スペンサー・ムーア（Henry Spencer Moore, OM CH FBA、1898年7月30日 - 1986年8月31日）は、20世紀のイギリスを代表する芸術家・彫刻家である。

## 概要

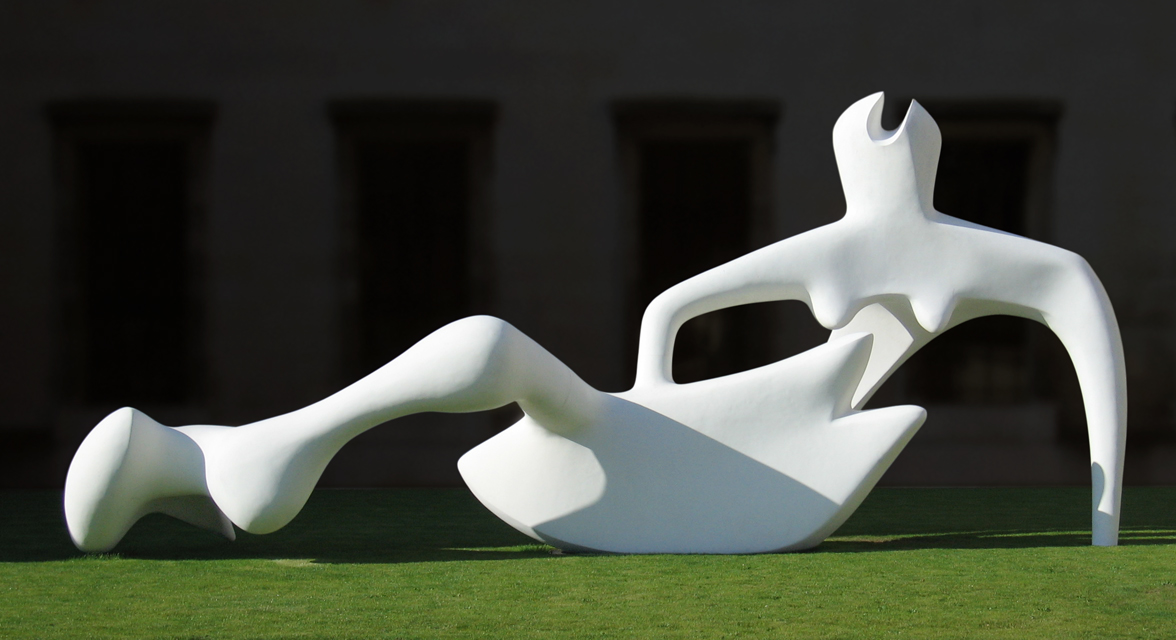
ケンブリッジのフィッツウィリアム美術館の外に設置されている、横たわる像（Reclining Figure、1951年）。抽象化された女性の身体に空白をうがち量塊を強調した、ムーアの特徴的な彫刻作品。この作品の銅で鋳造されたバージョンがいくつかあるが、この写真の作品は着色した石膏でできている。

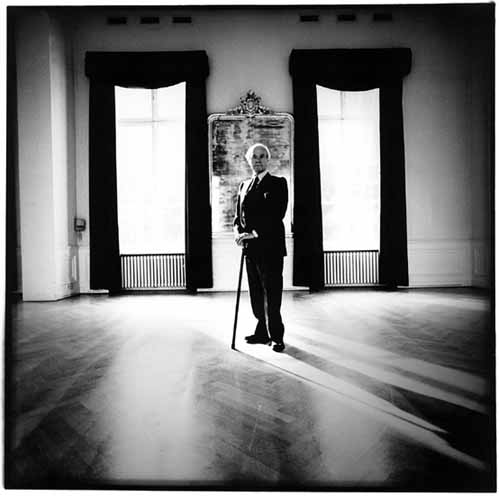
写真 ローター・ヴァレー

炭鉱夫の息子としてヨークシャーのカッスルフォードで生まれ、大理石やブロンズを使った大きな抽象彫刻で知られる。イギリスの美術界から大いに援助を受けてきたムーアは、イギリスにモダニズム美術を紹介するのに大きな役割を果たし、イギリス美術を国際的なものにすることに大きく貢献した。
大規模なモニュメントなどの注文をこなす能力により、ムーアはその生涯の後半に美術家としては並外れて豊かな富を手にした。しかし、彼は質素な生活を死ぬまで送り、その富のほぼすべてが「ヘンリー・ムーア財団」の基金として寄付され、美術教育や普及の支援のために使われている。
ムーアの特徴的な作品は、穴が貫通している横たわる像（横たわる人体）である。当初はオルメカ文明、トルテカ文明やマヤ文明などの石像、とりわけ1925年にパリで見た、チチェン・イッツアから出土したチャック・モールの石膏模型から大きな影響を受けた。最初の「横たわる像」は体の横でひじを付いて曲げた腕が空洞をかたち作るものだった。後の「横たわる像」では、凹凸のある表面のある量塊を探求するかのように、胴体に直接穴があけられた抽象的な形態になっている。これらの極端な穴は、同時代の優れたイギリス人彫刻家バーバラ・ヘップワースの作品と同時並行で試みられたものだった。ヘップワースは、ヘンリー・ムーアの初期の個展の展覧会評を誤読して、ためしにトルソに穴を開けてみたといわれる。

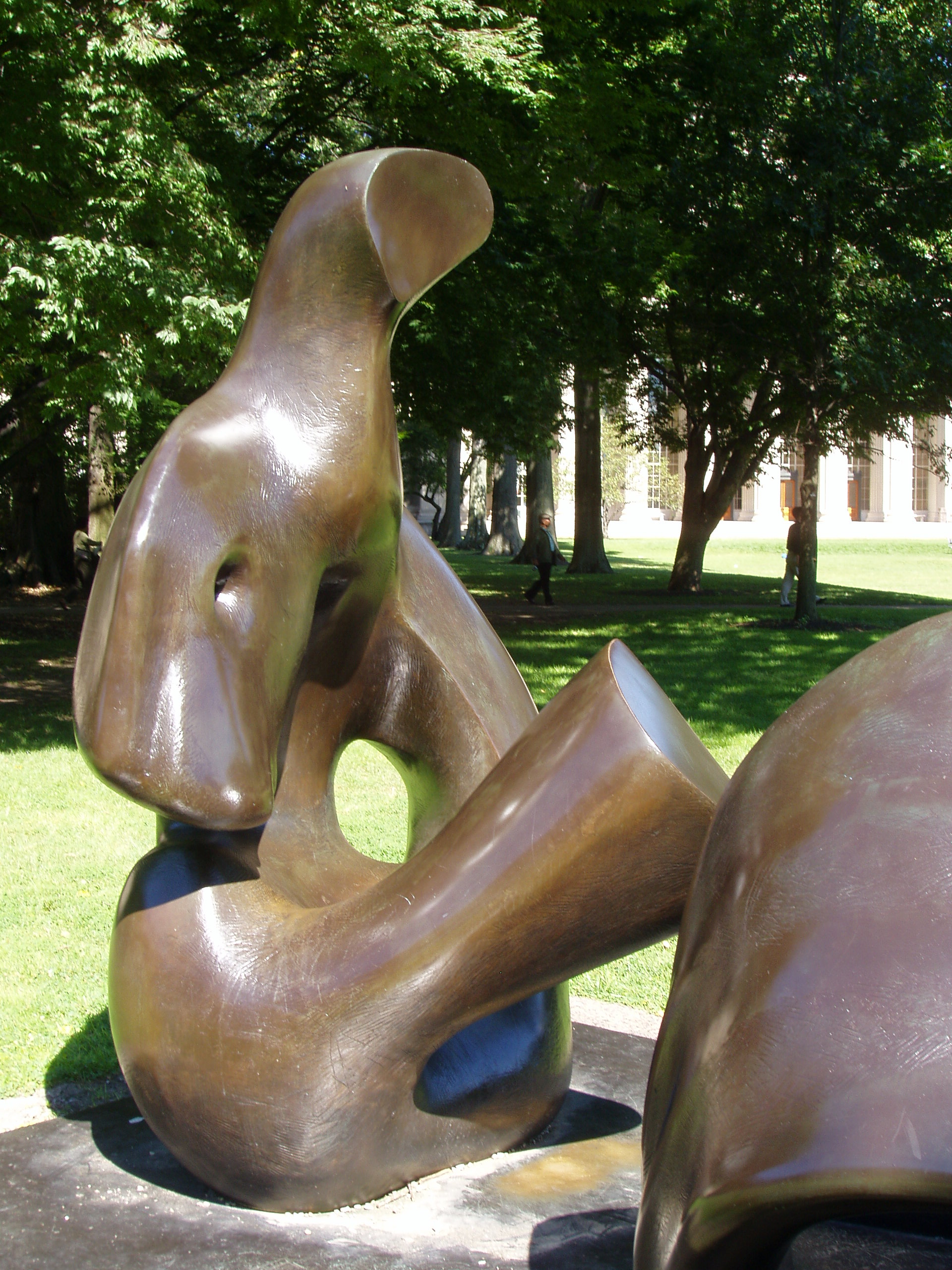
衣装をまとって横たわる三つに分かれた人体（Three Piece Reclining Figure Draped、1976年、マサチューセッツ工科大学内

## 彫刻
ムーアは、パブリック・アートとして世界中にたくさん設置されているブロンズ製の抽象的なモニュメントで世間によく知られている。その題材はふつう抽象化された人体像、とりわけ「母と子」や「横たわる像」である。興味深いことに、1950年代に家族群像に少し手を出した以外、その題材はほとんどいつも女性の体だった。ムーアのつくる人体は穴が開いているか、空洞を含んでいることが特徴的である。多くの人々は、横たわる人体の起伏にとんだ形を、ムーアの生まれたヨークシャーの、丘の連なる風景から参照されたものだと解釈している。
ムーアの姪が「なぜそんな簡単な題名なの？」と尋ねたとき「芸術というものは種のミステリーと観客を引きつける要素をもっているべきだ。はじめから謎を明かすような、あまりに直接的なタイトルを付けると観客がその意味を深く考える間もなく次の作品に目を移してしまうだろう。まぁ見ている事には違いないが、実際は見てはいないのと同じさ。」と答えたという。
ムーアの初期の作品は模型を作らず直接作品を彫ること（ダイレクト・カーヴィング）に焦点を置いており、ムーアが木や石の塊を何度も彫る事で彫刻の形が次第にできあがってくるものだった。（たとえば、1932年のハーフ・フィギュア（Half-figure）を参照。1930年代にムーアはハムステッドで供に暮らしながら、お互いに新しい考え方に共感するヘップワースや他の数人の芸術家とモダニズムへ移行していく。ムーアはおのおのの彫刻をする準備として多くのスケッチや素描を描いた。これらのスケッチは現存しており、彼の創作に対する方向性をかいま見ることができる。1940年代の終わり頃には粘土や石膏を使った模型（マケット）を作ってから、蝋型法（Lost wax technique）でブロンズ像の鋳造の仕上げに入るようになっていった。
第二次世界大戦後、ムーアのブロンズ像は、特にパブリック・アート制作の注文に応えて、モニュメント並みの規模になっていった。その作業をこなすため直彫りをあきらめ雛形を作るため助手を何人か雇い入れることになる。
ハートフォードシャーのマッチ・ハダム（Much Hadham）の町に買った農家の住まいには、自然のオブジェ（頭蓋骨、流木、小石、貝殻）がコレクションされ、そういった有機体の形からインスピレーションを得ていた。特に大規模な作品の場合、まず半分のサイズの模型を造ってからスケールアップしていくという手法をとった。鋳造の前に実物大の石膏模型が作られることも多く最終的な形の調整、チェックを行っていた。

## 伝記

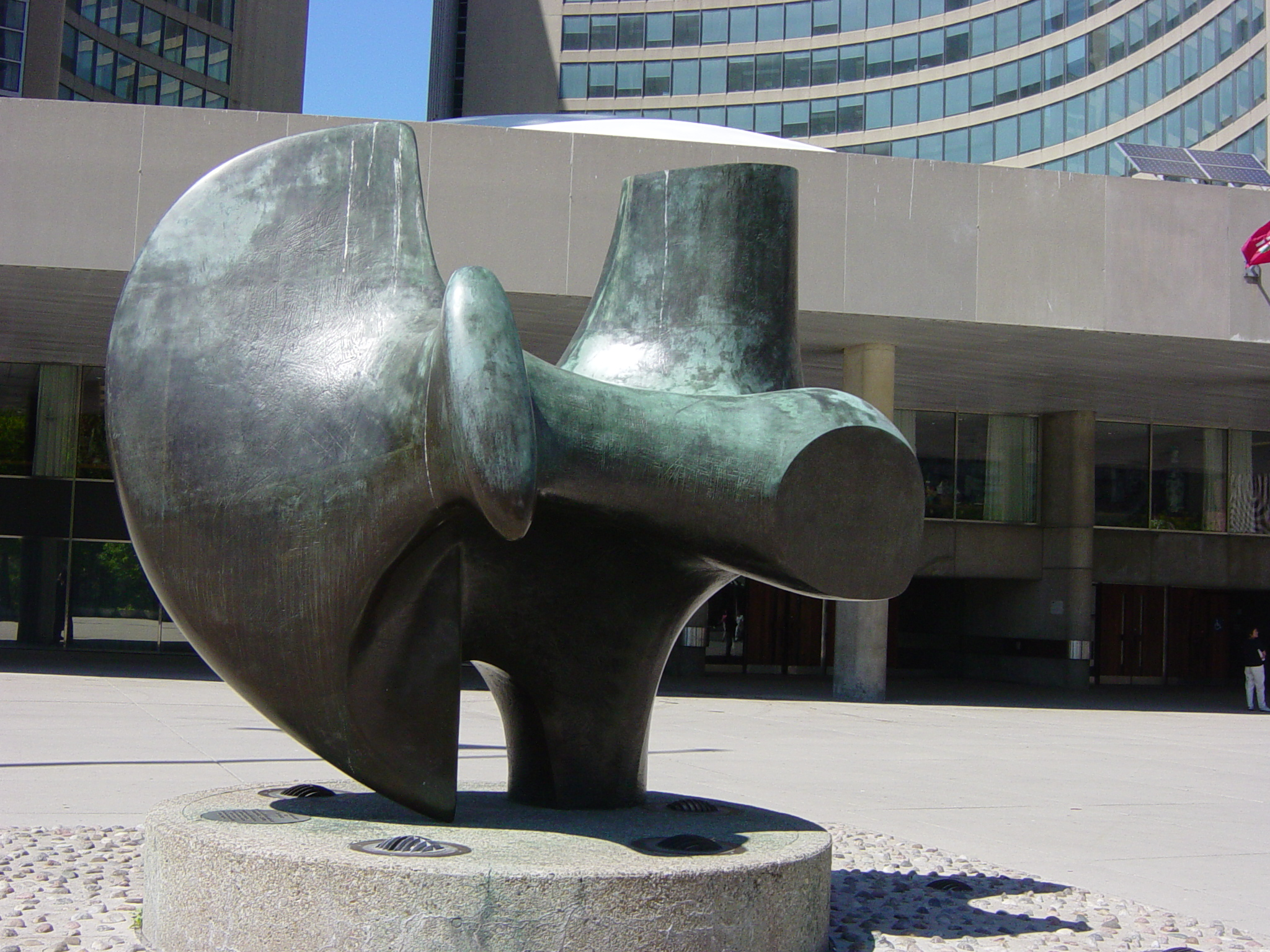
Three Way Piece No. 2 (The Archer) (1964-65) ブロンズ, トロント 市役所プラザ

### 幼年、少年期
ムーアはイギリスのウェスト・ヨークシャーのカッスルフォードで、レイモンド・スペンサー・ムーアとメアリー・ベイカーの8人の子供の7人目として生まれた。彼の父親はカッスルフォードのウェルデール（Wheldale）炭坑の下級のマネージャーから鉱山技師になった人物である。彼は音楽や文学に関心を持っていたが独学であったため、子供らには公的な教育を受けさせ上達させるよう腐心した。
ムーアはわずか11歳の時、中学校で粘土や木による造形を美術教師に褒められたのをきっかけに彫刻家になることを決心した。早くから前途有望であったにもかかわらず、両親は彫刻を手工業的な労働として認めなかった。
1917年、18歳になると第一次世界大戦に志願兵として従軍した。彼は所属するライフル部隊の中で最も若かった。その後の戦いの中で毒ガスにより負傷したが、回復は早く戦争の残りの期間、体育インストラクターとして過ごすことになる。同時代の平均的な人に比べ彼の戦争体験はおだやかなものであった。彼は当時を回顧して「私にとって戦争体験は漠然と英雄になろうと夢見ていたように思う。」と言っている。
戦後、退役軍人の手当を受け取ったあとリーズ芸術学校の彫刻の最初の生徒となった。学校は彼のために彫刻のアトリエを作らねばならなかった。

### 大学時代

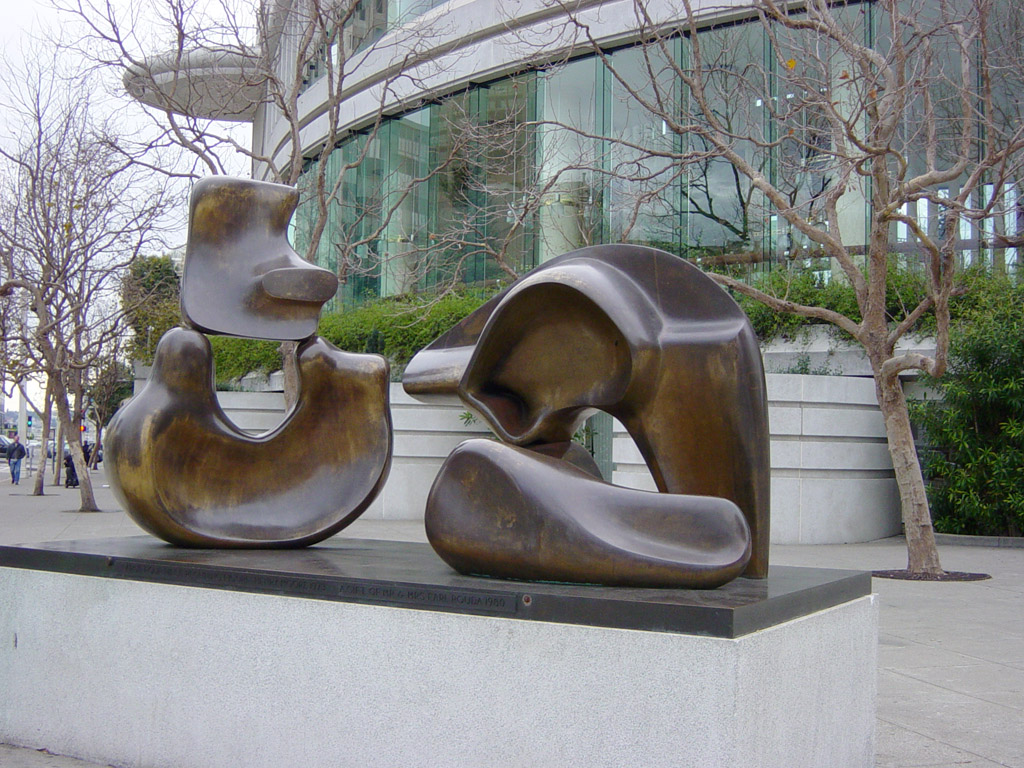
大きな四つの部分からなら横たわる像 (1973) ブロンズ, サンフランシスコ、ルイス・デイビス・シンフォニーホール

リーズ学校で、ムーアは長年の友となるバーバラ・ヘップワースと出会った。さらに幸運にも副学長であったマイケル・サドラー卿の紹介によるアフリカの民俗彫刻にも出あうことになる。
1921年にはロンドンの王立芸術大学(Royal College of Art:RCA)で学ぶための奨学金を得る。ロンドンで過ごす間、彼はヴィクトリア&アルバート美術館と大英博物館で民俗学資料の収集を行い原始的な美術、彫刻についての知識を蓄積していった。ムーアとヘップワースの初期の彫刻はロマン主義のビクトリア朝スタイルに従ったものであり主題は自然のかたちや風景、象徴的な動物のモデリングであった。ムーアは古典的な考え方をだんだん不快に感じるようになっていった。プリミティブ主義に対する関心とコンスタンティン・ブランクーシ、ヤコブ・エプスタイン、フランク・ドブスンなど他の彫刻家などの影響もあり彼は直彫り（ダイレクト・カーヴィング）のスタイルを開拓していく。完成した直彫り彫刻には材料の欠点や工具の削り痕などが残ったものとなる。そういった現代風の方法を評価しない学校の指導教官との争いも起こった。

### ハムステッドでの生活

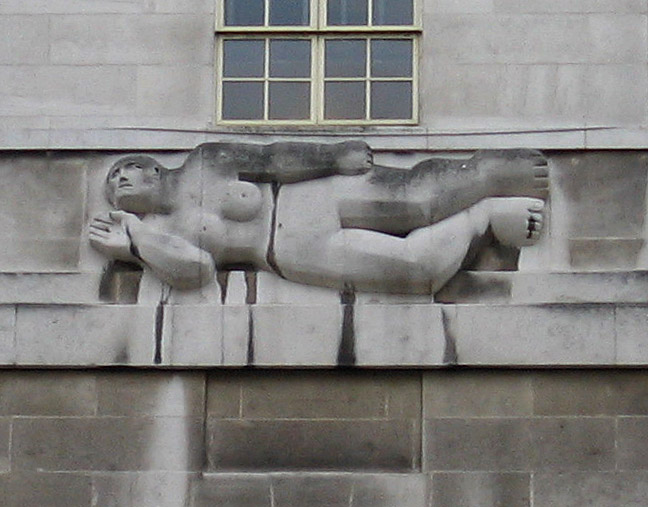
ムーアの最初の公共の仕事Moore' 西の風 (1928-29) は8個の風のレリーフの一つで他の彫刻は同時代の彫刻家の作品である

ロンドンへ戻るとすぐに RCAで教育する側になり7年間にわたり講義をおこなった。講義は週2日でよかったため自分の仕事に多くの時間を使うことができた。1929年7月には絵の学生であったイリーナと結婚した。イリーナは1907年3月26日にキエフでポーランド系ロシア人の両親から生まれた。ロシア革命の中で彼女の父親は行方不明となり母はイギリスの陸軍士官と再婚しパリへ避難した。イリーナはその1年後にパリへ密入国し16歳になるまでパリの学校で学んだ。その後、継父の親戚と住むため彼の故郷であるバッキンガムシャーへ行くことになる。このような問題の多い幼年期を過ごしたため彼女は多少内向的な性格であったとのことである。しかしムーアとの結婚生活が彼女の心に安らぎもたらし明るく振舞うようになった。
結婚してすぐに二人はハムステッドに移り住んだ。そこは前衛的な芸術家たちが小さな集団を作りそこを根城に活動を始めている場所であった。ほどなくヘップワースと彼女のパートナー、ベン・ニコルソンが引っ越してきた。ナウム・ガボや美術評論家のハーバート・リードもまたその地区に住んでいた。このことはアイデアのさかんな交流をもたらすとともにリードによるムーアの知名度の向上をもたらした。
1930年代の初めムーアはチェルシー芸術学校の彫刻学科の責任者となった。ムーアとヘップワース他のメンバーはフランスへ度々旅行しピカソやアルプ、ジャコメッティなどフランスの芸術家と会うことで影響を受け、より抽象的な作品を生み出すようになった。1933年、ムーアはポール・ナッシュとともシュルレアリスムにも手を出しそのグループであるユニット・ワンに入った。

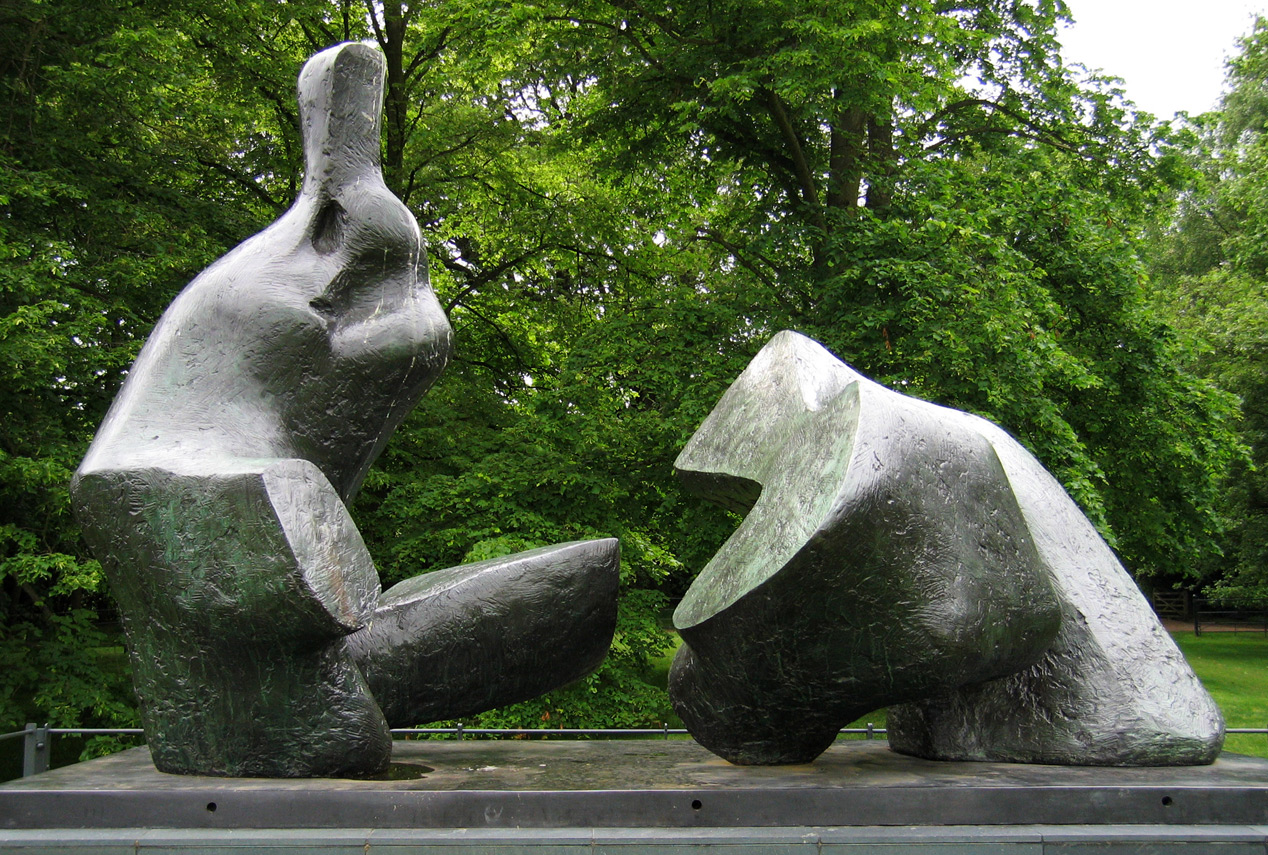
二つの部分からなる横たわる像 No. 5, Bronze (1963-64), ケンウッド・ハウスのグランド, ロンドン

### 戦争画家
この創造的で生産的な期間は第二次世界大戦の勃発で終わってしまう。チェルシー芸術学校はノーサンプトンへと疎開させられムーアは教職を辞すことになった。戦争中ムーアは戦争画家に任じられ、空襲を避けロンドン地下鉄や防空壕などで寝泊まりするロンドンっ子の絵を力強くたくさん描いた。 その成果は彼の国際的、特にアメリカでの評判を高めることになった。
ハムステッドの彼らの家は爆撃で破壊されたためムーアとイリーナはロンドンを脱出しハートフォードシャーのマッチ・ハダムという小さな村の農家に移った。そこは彼にとって最後の作業場、そして安住の地となった。その後の人生で大きな富も得ていくがより広いところへ引っ越ししようとも、たくさん建て増ししようともせず、作業場をわずかに変更する程度であった。

### 国際的な認知
戦後、数回の流産ののちイリーナは娘メアリーを出産した。1946年3月7日のことであった。この子は数年前に亡くなったムーアの母親の名前を譲り受けた。ムーアは母の死と娘の誕生で家族への思いやりの心を一層強くし、母と子供の像の増産に拍車がかかった。もっとも依然として横たわる像もポピュラーではあったのだが。同じ年、ニューヨーク近代美術館の自分の回顧展のためアメリカへ最初の訪問をした。また1948年にはヴェネツィア・ビエンナーレ展で国際彫刻賞を受賞している。

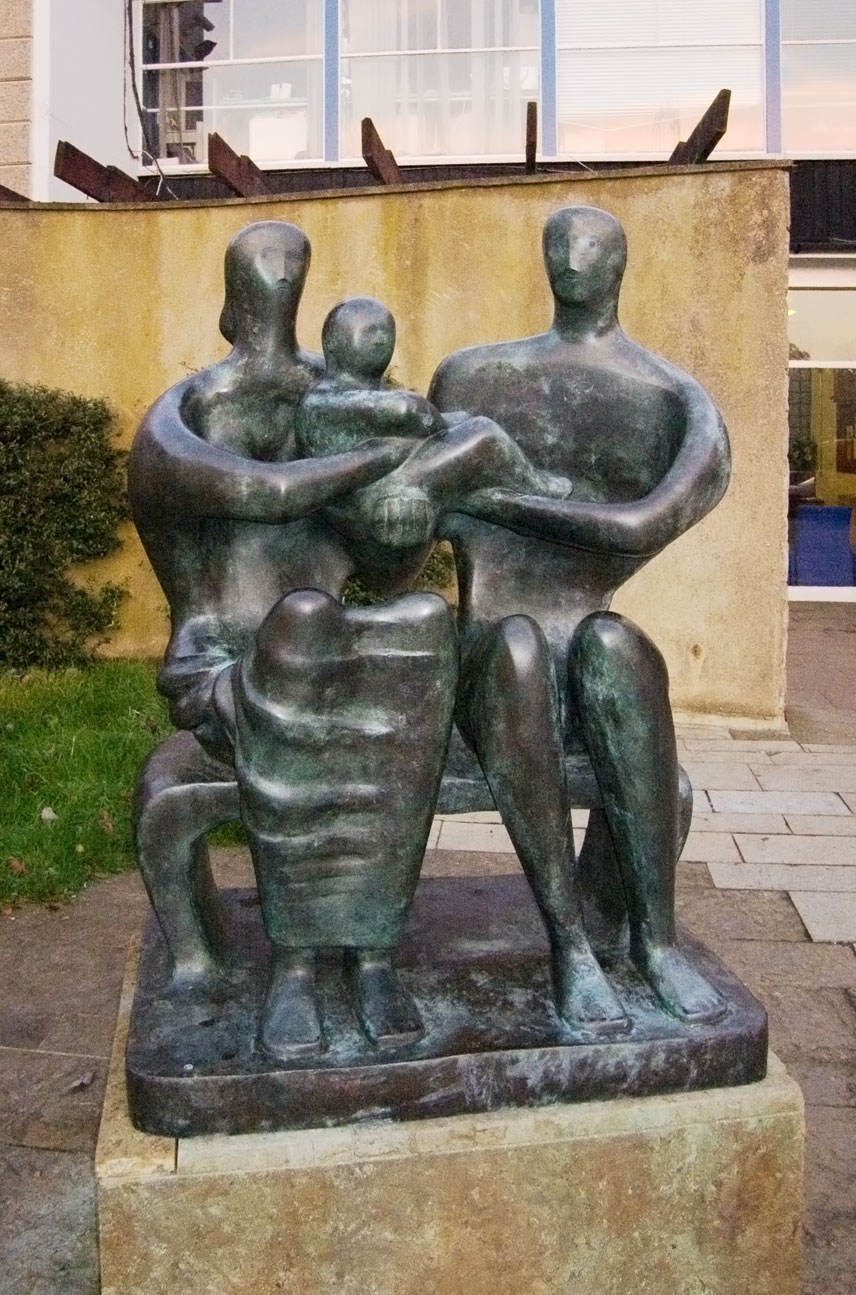
家族 (1950) ブロンズ, バークレイ学校、大戦後の最初の大きな依頼案件

戦争の終わりごろ、州立大学の教育を改善しようとしていたヘンリー・モーリスが接触してきた。ケンブリッジ近くに2番目の大学を建てるにあたりヴァルター・グロピウスに建物を、ムーアに大規模な公共彫刻を依頼してきた。しかし、州議会はグロピウスの設計の全体像を認可する余裕がなく当人がアメリカ移住してしまったこともあり計画を縮小してしまった。ムーアへの彫刻依頼も資金難からキャンセルされ計画は初期段階でストップしてしまった。幸い1950年、スティビニッジに作られたニュータウンの中学校のためにその時のデザインを再利用することができムーアにとってのプロジェクトは完了した。このとき制作した「家族」は最初の大きな公共の場所のブロンズ像となった。

1950年代にムーアはパリのユネスコの建物(1957年)を含めますます重要な依頼を受けるようになった。多数の公共の彫刻の依頼でムーアの作品はますますスケールアップしてゆき、アンソニー・カロを含め多数の助手を雇うようになった。
シカゴ大学のキャンパスでは、1967年12月2日午後3時36分、エンリコ・フェルミの率いる物理学者のチームが史上初の自立的核分裂連鎖反応を起こすことに成功してからちょうど25年経ったその時刻に、かって大学のフットボールグラウンドであった場所、すなわち核実験がその地下で行われた場所の真上で、ムーアの像「核エネルギー」(アトム・ピース)が公開された。広場の真ん中にある12フィートの像の上部は象の頭蓋骨のデッサンからインスピレーションを受けたきのこ雲を連想させるフォルムから成立つ。しかしムーアの解釈は異なり、「まわりの広いスペースにも目をむけ、その周りを巡りながら教会の中にいるような気持ちになってほしい」と友人に語ったという。

1968年、エラスムス賞受賞

### 遺産
晩年にいたる30年間も同様なものであった。その間何回かの大きな回顧展が世界中で開かれた。1970年の終わりまでに年間約40回の展覧会が行われた。とりわけ1972年フィレンツェを見下ろすベルベデーレ砦の広場での展覧会は大きなものであった。
仕事の量は増え続け、1962年にはロンドンの国会議事堂のそばの敷地に「2つの部分からなるナイフ・エッジ」を完成させた。ムーアは次のようにコメントしている。
「上院の近くの敷地を示されたとき、そこが非常に気に入りハイドパークの代替地はわざわざ見に行かなかった。大きな公園の中にぽつんと置かれた彫刻は見失われがちになる。上院の方はそうではなく、人通りのある通りのそばで歩きながらでも、あるいはベンチに腰掛けてゆっくり考えながら眺めることもできる。」
彼は自分の資産が劇的に増えていくにつれて、自身の生活は相変わらずだったが、遺産については心配しはじめた。1972年娘のメアリーの支援もあり相続税対策としてヘンリー・ムーア・トラストを作った。1977年まで彼は年間約100万ポンドの税を払っていたがその負担を軽減するためイリーナ、メアリーを受託者としてチャリティ事業組織としてヘンリー・ムーア財団を設立した。財団は大衆への芸術教育とムーアの彫刻の保存を活動目的としており、現在ギャラリーとムーアの工房の博物館であるホグランド(Hoglands)を運営している。
1951年にナイトの称号を打診されたが辞退している。その後1955年コンパニオンオブオーナ勲位と1963年にメリット勲位を受けている。
1986年8月31日、ハートフォードシャーの自宅で死去、88歳であった。遺体はセントポール寺院の芸術家のコーナーに葬られている。

## 常設展示

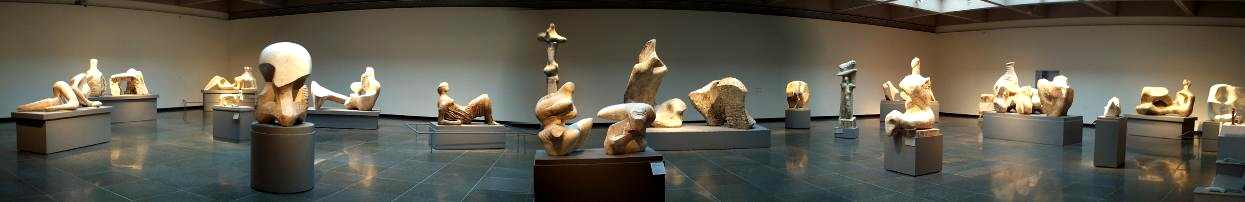
オンタリオ・アート・ギャラリーのムーアコレクション、公共のものとしては世界最大のもの

- ネルソン・アトキンズ美術館
- ヘンリー・ムーア財団（英語）
- ヘンリー・ムーア研究所（イギリス、リーズ）
- テート・ギャラリー、（イギリス、ロンドン）
- オンタリオ美術館（カナダ）
- ヨークシャー・スカルプチャー・パーク（イギリス、ウェイクフィールド)
- オールブライト=ノックス美術館、バッファロー(ニューヨーク)

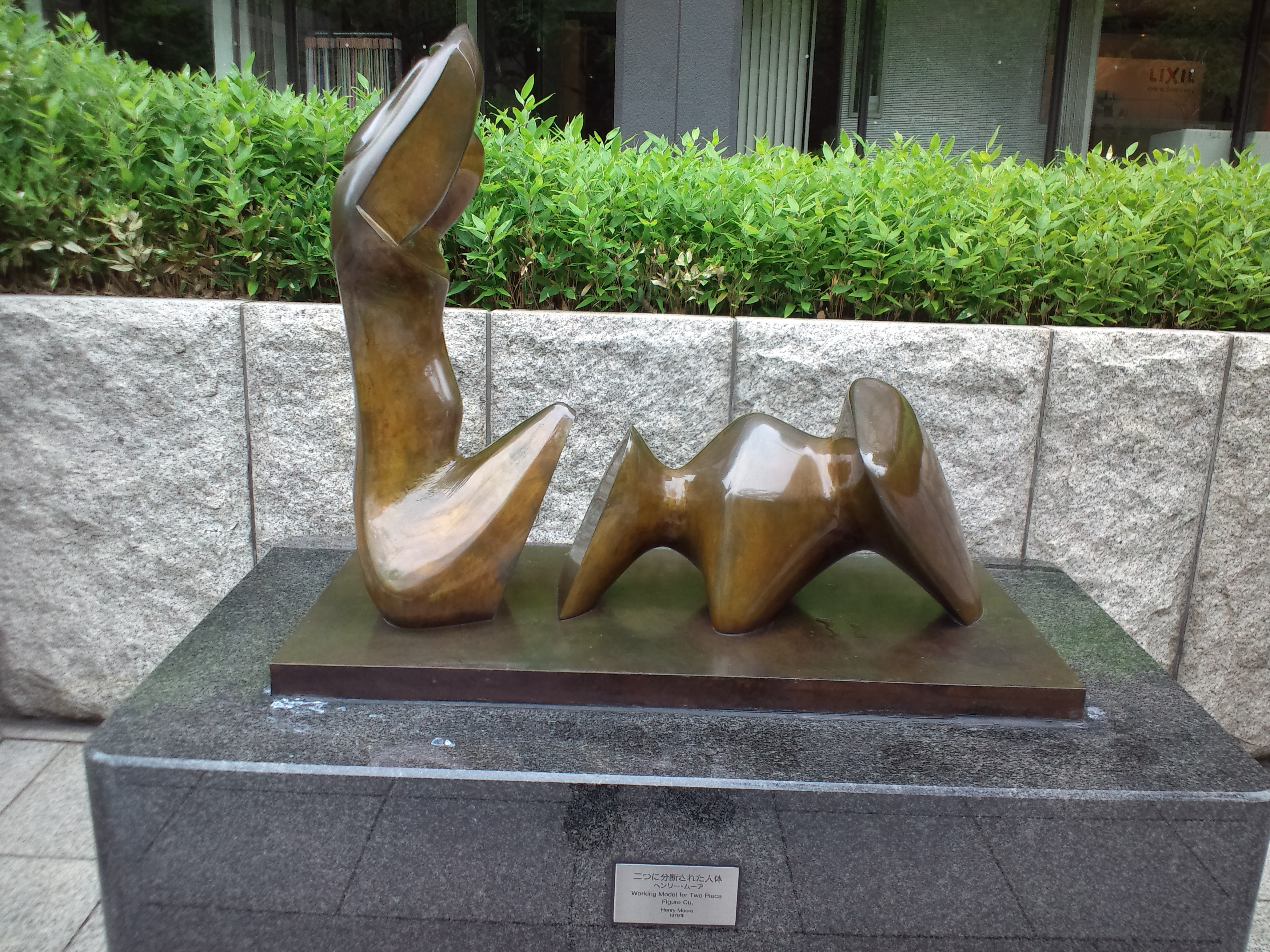
二つに分断された人体(1978-79) 大阪市、御堂筋

- ウェークフィールド市画廊（イギリス）

- 国立国際美術館
- 兵庫県立美術館
- 大分県立芸術会館
- 宮城県美術館
- 広島県立美術館
- 静岡県立美術館
- 富山県立近代美術館
- 福島県立美術館
- 山梨県立美術館
- 大原美術館
- 徳島県立近代美術館
- 箱根 彫刻の森美術館
- MOA美術館
- 長島美術館（鹿児島）
- ミドルハイム美術館